# Protector de sobretensión

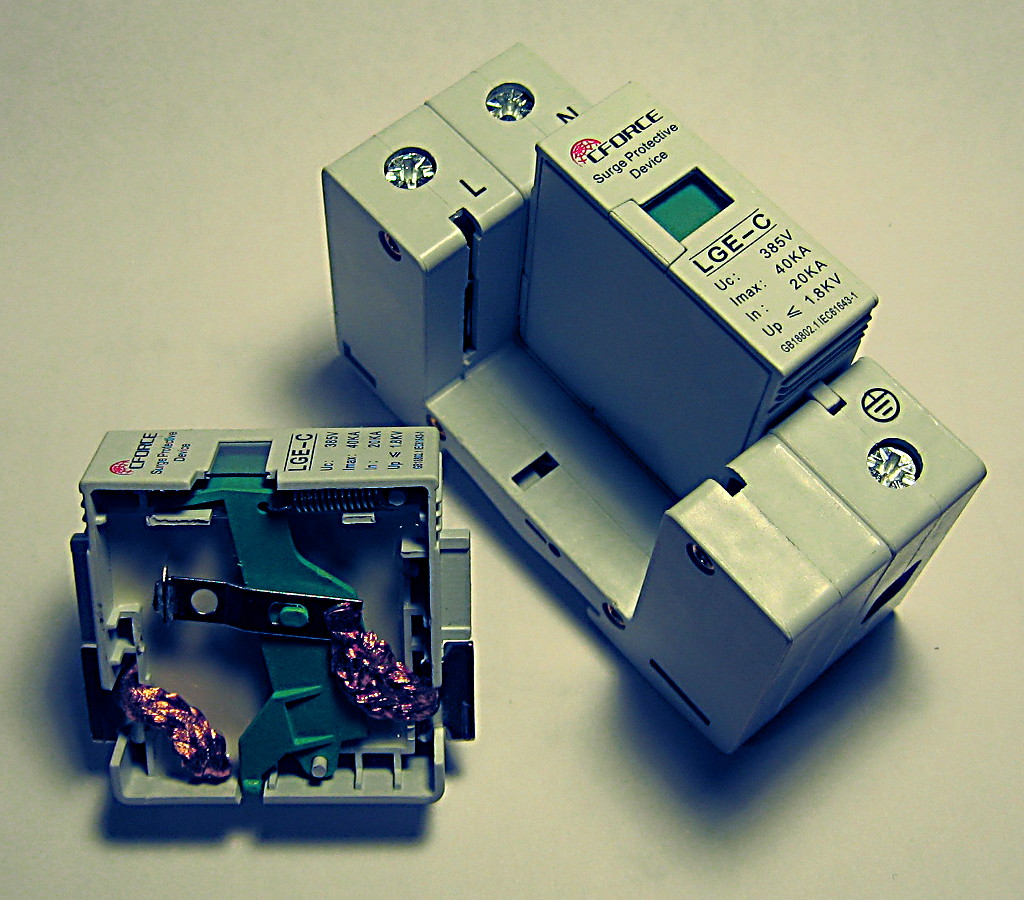
Protector de sobretensiones transitorias.

Un protector de sobretensión, también conocido como SPD, DPS, protectores eléctricos o supresor de tensión, es un dispositivo diseñado para proteger dispositivos eléctricos de picos de tensión ya que gestionan o administran la energía eléctrica de un dispositivo electrónico conectado a este. Un protector de sobretensión intenta regular el voltaje que se aplica a un dispositivo eléctrico bloqueando o enviando a tierra voltajes superiores a un umbral seguro. 

## Tipos de protectores

### Protectores contra sobretensiones permanentes

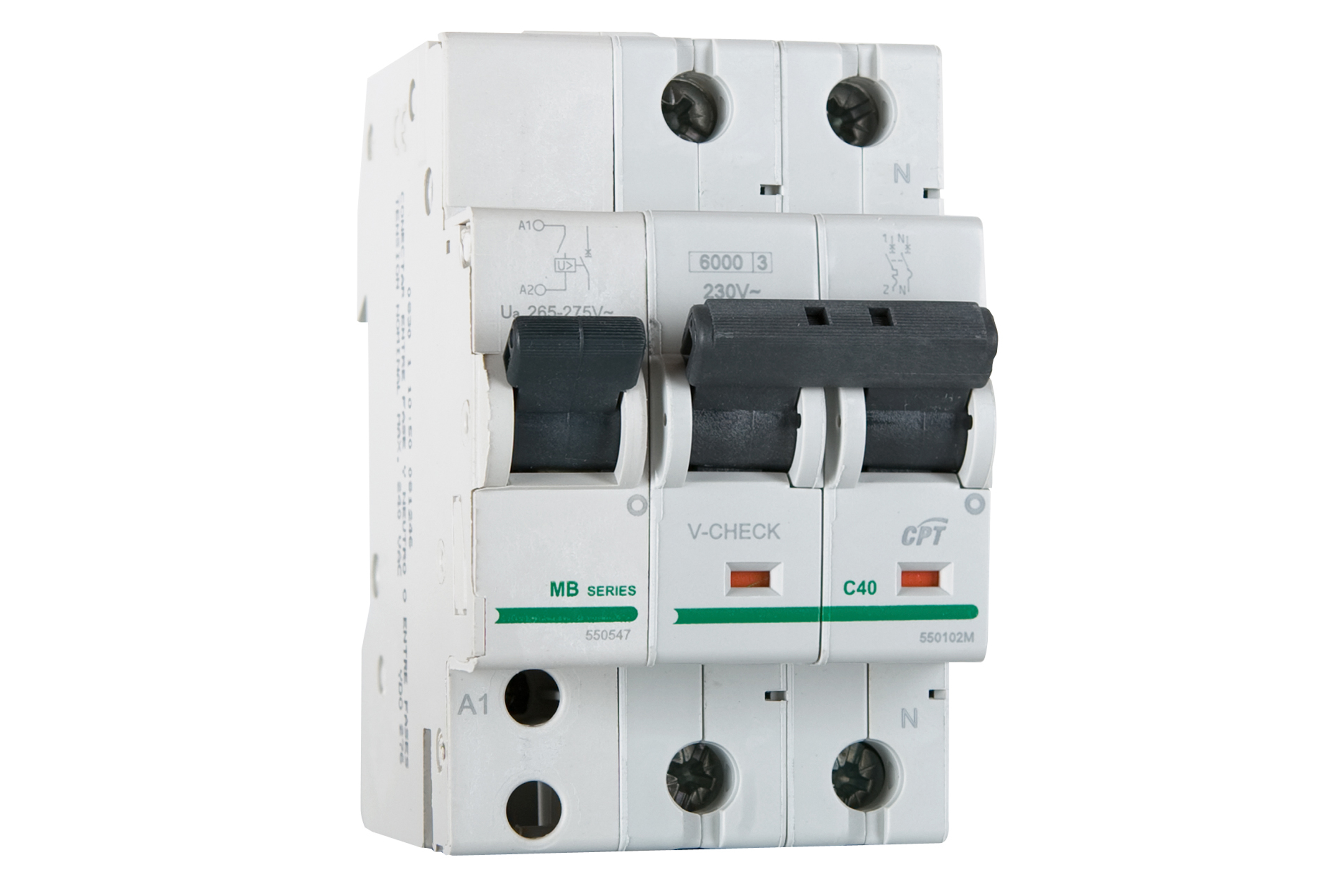
Protector contra sobretensiones permanentes. Los protectores contra sobretensiones permanentes pueden ser monofásicos (P+N) o trifásicos (3P+N), con actuación sobre magnetotérmico y pueden llegar a incluir el interruptor magnetotérmico de cabecera.

Las sobretensiones permanentes son aumentos de tensión superior al 10% de la tensión nominal  y duración indeterminada. La alimentación de equipos con una tensión superior a aquella para la que han sido diseñados puede generar:
- Sobrecalentamiento de los equipos.
- Reducción de la vida útil.
- Incendios.
- Destrucción de los equipos.
- Interrupción del servicio.

La protección contra sobretensiones permanentes requiere de un sistema distinto que en las sobretensiones transitorias. En vez de derivar a tierra para evitar el exceso de tensión, es necesario desconectar la instalación de la red eléctrica para evitar que llegue la sobretensión a los equipos. El uso de protectores es indispensable en áreas donde se dan fluctuaciones de valor de tensión de la red.

### Protectores contra sobretensiones permanentes con reconexión automática

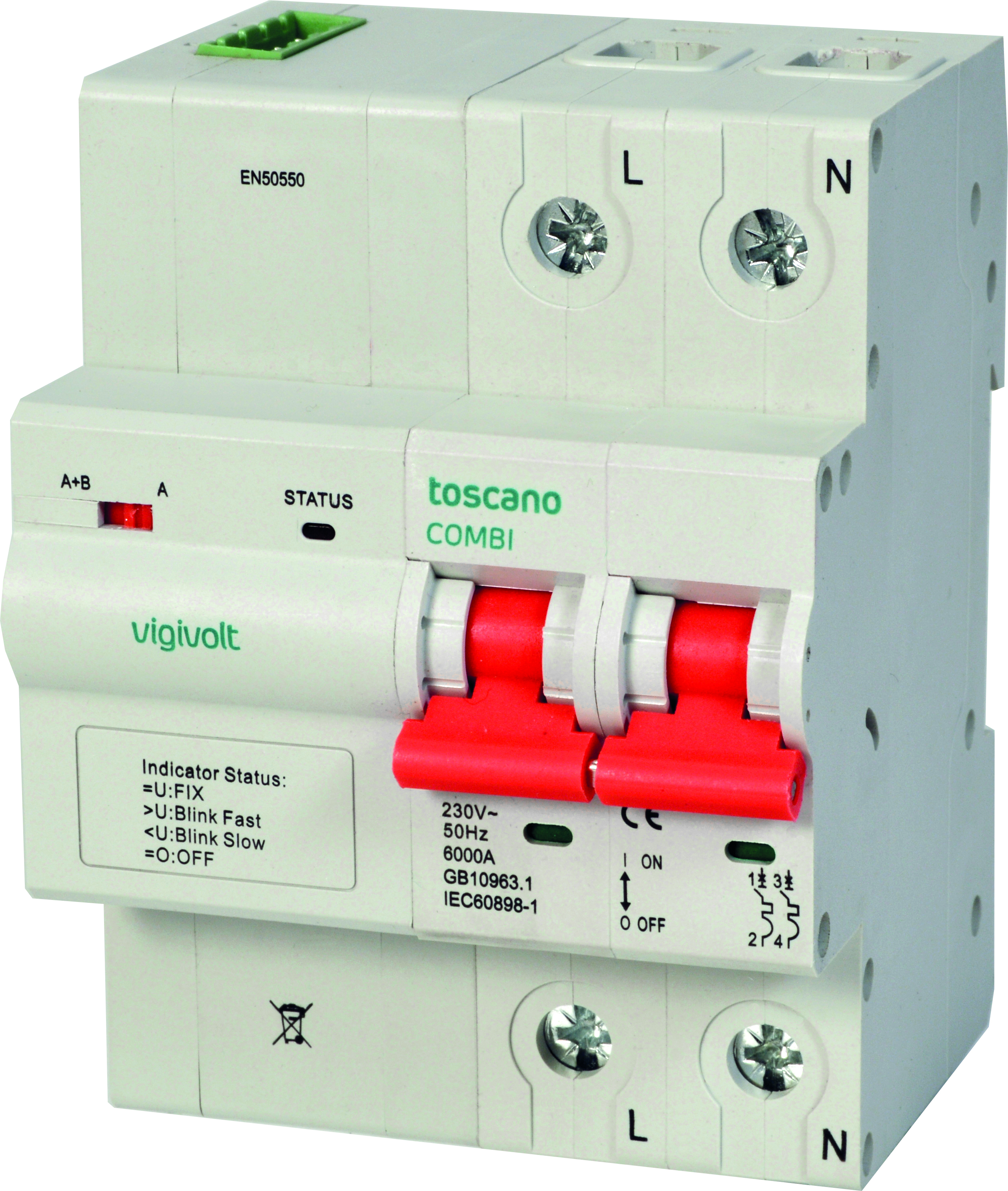
Protector contra sobretensiones permanentes con reconexión automática

Al igual que los protectores de sobretensiones permanentes, estos equipos son capaces de desconectar la instalación de la red eléctrica cuando la tensión supera un valor establecido, pero a su vez el equipo reconecta automáticamente cuando la tensión vuelve a establecerse por debajo de ese umbral y permanece durante un tiempo específico. Gracias a esta función evitamos dejar sin suministro la instalación receptora indefinidamente, ya que los protectores de sobretensiones permanentes disparan el magnetotérmico (IGA) que llevan asociado. De este modo no dejaremos sin alimentación instalaciones más susceptibles como cámaras frigoríficas, estaciones de telecomunicaciones, alumbrado público, pantallas publicitarias, segundas viviendas, puntos de recarga de vehículo eléctrico, etc. En todos estos casos y debido a los nuevos medidores inteligentes que montan las compañías suministradoras de electricidad, el equipo protectores de sobretensiones permanentes con reconexión automática debe ser capaz de ofrecer una impedancia infinita para rearmar la función de corte de suministro al superar la potencia contratada (ICP).

### Protectores contra sobretensiones transitorias

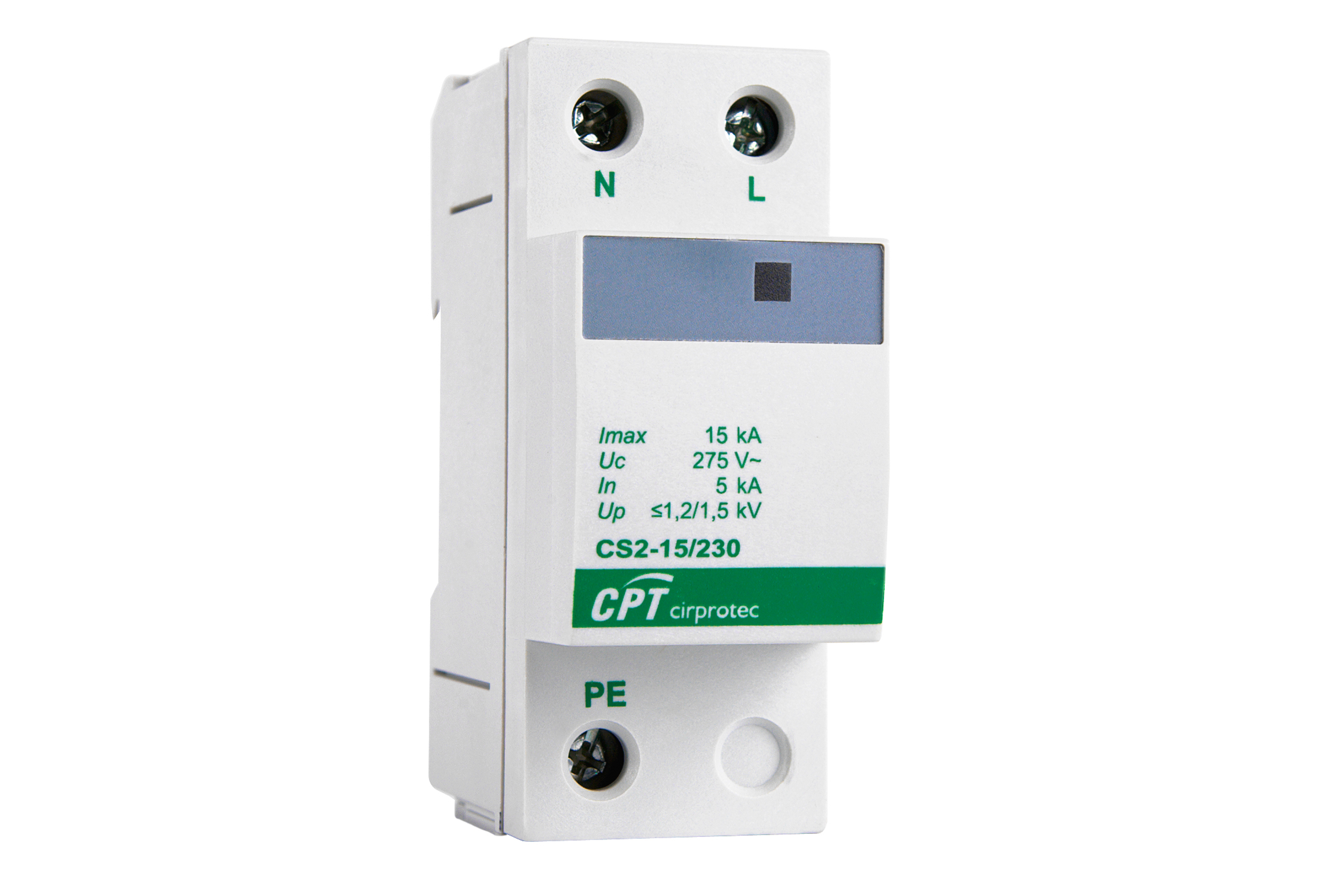
Protector contra sobretensiones transitorias.

Las sobretensiones transitorias son picos de tensión que alcanzan valores de decenas de kilovoltios y de corta duración, causan la destrucción de los equipos conectados a la red provocando:
- Daños graves o destrucción de los equipos.
- Interrupción del servicio.

En algunas instalaciones un solo protector contra sobretensiones puede ser suficiente. Sin embargo, en muchas otras, se necesitará más de un paso de protección, de esta forma se consigue un mayor poder de descarga asegurando una tensión residual pequeña.

## Selección del protector

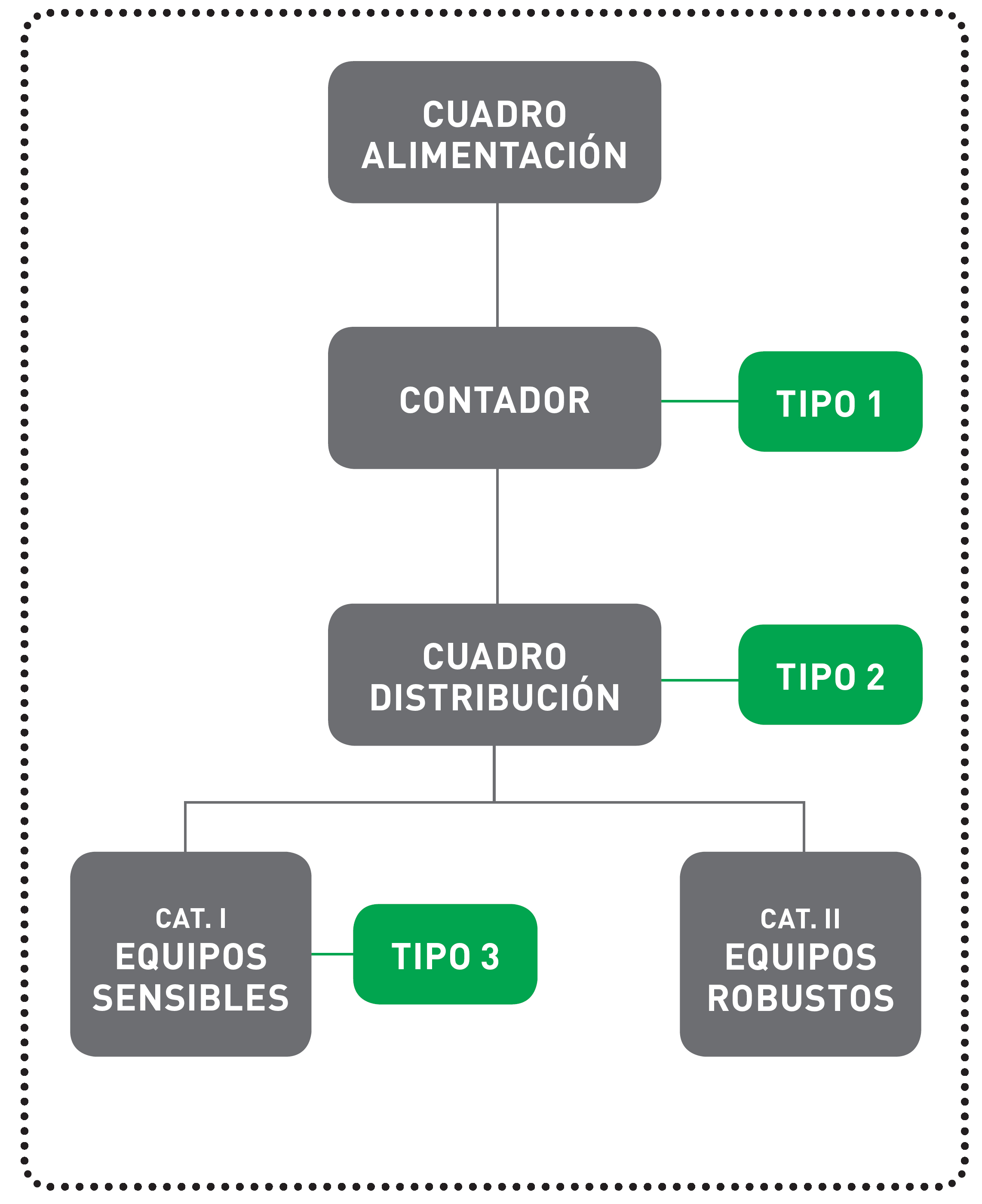
Ejemplo de una instalación con las 3 clases de protectores contra sobretensiones.

De acuerdo con las normas IEC, dependiendo de la exposición de la instalación a las sobretensiones, serán necesarios protectores de diferentes capacidades de descarga.
Otro punto a considerar a la hora de hacer la selección del protector son los equipamientos que se quieren proteger, ya que el nivel de protección dado por el protector deberá ser inferior al valor que el equipo puede soportar. De acuerdo con la capacidad de descarga o nivel de protección (Up), los protectores están divididos en tres tipos.
Existen en el mercado protectores que basan su tecnología en varistores, descargadores de gas y vái chispas, siendo necesaria su combinación en función de la capacidad de descarga requerida.
La protección ideal es proteger por escalones, usando los diferentes tipos de protector y seleccionando los dispositivos más adecuados para la instalación.

### Protectores Tipo I
Según la norma IEC 61643-11 los protectores de sobretensiones que pertenecen a esta clase debe ser equipos capaces de soportar ondas de gran energía del tipo 10/350 μs, y se recomienda su uso en acometidas de baja tensión en el cuadro del tablero general aguas debajo del totalizador general.
Los protectores Tipo 1 son necesarios cuando es de esperar una descarga directa de rayo, por ejemplo:
- Edificios de gran altura (más de 35 m) con sistema de protección externa contra rayos.
- Protección de industrias con sistemas de protección externa.
- Hospitales, edificios públicos o de patrimonio cultural, etc. con distancia inferior a 50 m de una instalación con protección externa.
- Protección de viviendas rurales con sistema de protección externa.

### Protectores Tipo 2
- Protectores con capacidad para derivar a tierra corrientes altas en curva 8/20 μs.
- Nivel de protección (Up) medio.
- Son los más ampliamente utilizados porque ofrecen un nivel de protección compatible con la mayoría de equipos que se conectan a la red de alimentación.
- Su uso es adecuado como protección media cuando se tengan instalados protectores de Tipo 1 como primer escalón en viviendas, comercios,...
- Los protectores Tipo 2 deben instalarse siempre aguas abajo de los protectores Tipo 1 en todas las instalaciones con protección externa, en el cuadro de baja tensión. Su instalación en cabecera será suficiente cuando no exista protección externa.

### Protectores Tipo 3
- Protectores con capacidad para derivar a tierra corrientes medias en curva 8/20 μs.
- Nivel de protección (Up) bajo.
- Deben instalarse para la protección de equipos sensibles tanto en el caso de viviendas como de industria, o en equipos que estén a una distancia superior a 20 m de donde esté instalado el protector de Tipo 2.
- Deberá ser precedido en la instalación por un protector Tipo 2.

## Especificaciones importantes
Estas son algunas especificaciones que definen a un protector de sobretensión para AC y para protección de las comunicaciones.
- Limitación de voltaje: Esta especifica qué voltaje provocará que los varistores del protector conduzcan la electricidad a la línea de tierra.[4] Una limitación de voltaje más baja indica una mejor protección, pero una menor esperanza de vida del aparato. Los tres niveles de protección más bajos definidos en los ratios UL son 330 V, 400 V y 500 V. La limitación de voltaje estándar para dispositivos de 120 V son 330 voltios.[5]
- Julios: Este número define cuánta energía puede absorber el protector sin estropearse. Un número alto indica una mayor protección y una mayor esperanza de vida porque el dispositivo desviará más energía a otro lugar y absorberá menos. Más julios actualmente significan una limitación de voltaje reducido. Generalmente, 200 julios es una protección baja ya que los picos perjudiciales son significativamente mayores de 200 julios. Los mejores protectores sobrepasan los 1000 julios y 40.000 amperios. Si está correctamente instalado, por cada julio absorbido por un protector, de 4 a 30 julios pueden disiparse sin peligro a tierra.

- Tiempo de respuesta: Los protectores de sobretensión no se activan inmediatamente, hay un pequeño retardo. Cuanto mayor sea el tiempo de respuesta mayor será el tiempo que el equipo estará expuesto a la sobretensión. Sin embargo, las sobretensiones no ocurren inmediatamente. Normalmente, las sobretensiones tardan algunos microsegundos en alcanzar su pico de voltaje y un protector de sobretensión con una respuesta de nanosegundos se activará lo suficientemente rápido como para eliminar la parte más dañina.[6]

- Estándares: El protector de sobretensión puede cumplir con IEC 61643-1, EN 61643-11 y 21 , ANSI / IEEE C62.xx, o UL1449. Cada estándar define diferentes características protectoras, pruebas, o propósitos de operación. Por ejemplo, para pasar UL1449 un protector tiene que seguir funcionando después de una serie de 22 test de sobretensión.[7] EN 62305 y ANSI/IEEE C62.xx definen qué picos debe ser capaz de desviar un protector. EN 61643-11 y 21 especifican los requisitos de rendimiento y medidas de seguridad de los productos. IEC solo define estándares y no certifica ningún producto que cumpla estos estándares. Los estándares de IEC son usados por miembros del Plan CB para probar y certificar productos para su conformidad. Ninguno de estos estándars dice que un protector proporcionará protección adecuada. Cada estándar define qué debe hacer un protector o qué podría lograr.

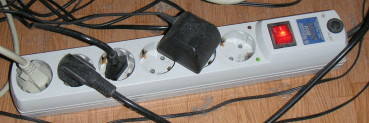
Muchos protectores de ruido y sobretensión tienen múltiples enchufes.